# رودولفو آکوستا
رودولفو آکوستا (انگلیسی: Rodolfo Acosta؛ ۲۹ ژوئیهٔ ۱۹۲۰ – ۷ نوامبر ۱۹۷۴) یک هنرپیشه اهل مکزیک بود.
از فیلم‌ها یا برنامه‌های تلویزیونی که وی در آن نقش داشته است می‌توان به چگونه غرب تسخیر شد، سربازهای یک چشم، چه!، فراری اشاره کرد.